# Poppy Tank
Poppy Tank (* 5. Dezember 1997 in Plymouth) ist eine britische Leichtathletin, die sich auf den Langstreckenlauf spezialisiert hat und insbesondere im Crosslauf erfolgreich ist.

## Sportliche Laufbahn
Erste internationale Erfahrungen sammelte Poppy Tank bei den Crosslauf-Europameisterschaften 2018 in Tilburg, bei denen sie nach 21:05 min den neunten Platz im U23-Rennen belegte und in der Teamwertung die Bronzemedaille gewann. Im Jahr darauf gelangte sie bei den Crosslauf-Europameisterschaften 2019 in Lissabon mit 22:07 min auf Rang 18 im U23-Rennen und gewann in der Teamwertung erneut die Bronzemedaille. 2022 wurde sie bei den Crosslauf-Europameisterschaften in Turin nach 27:44 min 13. im Einzelrennen und gewann in der Teamwertung die Silbermedaille hinter dem deutschen Team. Bei den Crosslauf-Weltmeisterschaften 2023 in Bathurst wurde sie nach 36:47 min 36. im Einzelrennen und im Dezember lief sie bei den Crosslauf-Europameisterschaften in Brüssel nach 35:42 min auf dem elften Platz ein. Bei den Crosslauf-Europameisterschaften 2024 in Antalya wurde sie nach 26:57 min 26. im Einzelbewerb. 
2023 wurde Tank britische Meisterin im 3000-Meter-Hindernislauf.

## Studium
Sie studierte von 2016 bis 2022 an der University of Utah in den Vereinigten Staaten.

## Persönliche Bestleistungen
- 5000 Meter: 15:45,07 min, 2. April 2021 in Eugene
- 10.000 Meter: 32:50,57 min, 10. Juni 2021 in Eugene
- 10-km-Straßenlauf: 32:34 min, 14. Januar 2024 in Valencia
- 3000 m Hindernis: 10:02,77 min, 8. Juli 2023 in Manchester